# Gesetz über die Entschädigung der ehrenamtlichen Richter
Das Gesetz über die Entschädigung der ehrenamtlichen Richter (EhrRiEG) regelte in Deutschland von 1957 bis 2004 die Entschädigung von ehrenamtlichen Richtern an den Gerichten. Mit dem Kostenrechtsmodernisierungsgesetz trat das Gesetz im Jahr 2004 außer Kraft.
Entschädigt werden konnten nach dem Gesetz über die Entschädigung der ehrenamtlichen Richter 
- die Zeitversäumnis
- die Fahrtkosten
- der Aufwand

Die Zeitversäumnis wurde zuletzt mit vier Euro, ein dazu tretender Verdienstausfall mit bis zu 16 Euro pro Stunde vergütet. In Ausnahmefällen erhöhte sich der Betrag bis auf 41 Euro.
Die Fahrtkosten wurden mit 27 Cent pro gefahrenen Kilometer ersetzt. Die Fahrtkosten durch öffentliche Verkehrsmittel bzw. die Bahn voll. Wurde die Fahrt von einem anderen Ort als dem Wohnort begonnen, so werden die Kosten für fiktive Fahrten vom und zum Wohnort erstattet.
Aufwendungsersatz wurde für die anderweitige Unterbringung und andere Aufwendungen nach § 4 EStG erstattet. Dies kam auch notwendigen Begleitpersonen zu. 
Mit dem neuen Justizvergütungs- und -entschädigungsgesetz sind die Sätze angehoben worden und die Entschädigung auf weitere Punkte (Haushaltsführung) ausgedehnt worden.